# USS Sentry (AM-299)
USS Sentry (AM-299) – trałowiec typu Admirable służący w United States Navy w czasie II wojny światowej. Służył na Pacyfiku.
Stępkę okrętu położono 16 maja 1943 w stoczni Winslow Marine Railway and Shipbuilding Co. w Seattle. Zwodowano go 15 sierpnia 1943, matką chrzestną była Nanette L. Pratt. Jednostka weszła do służby 30 maja 1944, pierwszym dowódcą został Lt. Thomas R. Fonick.
Brał udział w działaniach II wojny światowej. Przekazany Republice Wietnamu w 1962, służył jako "Kỳ Hòa" (HQ-09).

## Odznaczenia
"Sentry" otrzymał 6 battle star, Navy Unit Commendation i Presidential Unit Citation za służbę w czasie II wojny światowej. 